# 1999 JA77
1999 JA77 är en asteroid i huvudbältet som upptäcktes den 12 maj 1999 av LINEAR i Socorro County, New Mexico.
Asteroiden har en diameter på ungefär 19 kilometer.